# Christian Rosenkreutz

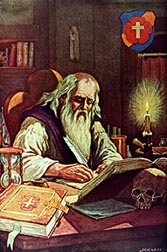

Christian Rosenkreutz (sau Christian Rosenkreuz) este un personaj legendar, considerat fondator al Rozacrucianismului (Ordinul Roza-Crucii).